# Carlos Emiliano Pereira
Carlos Emiliano Pereira, meglio noto come Carlinhos (Piripiri, 29 novembre 1986), è un ex calciatore brasiliano, di ruolo difensore.

## Caratteristiche tecniche
È un terzino sinistro.

## Carriera
Il 10 ottobre 2013 ha esordito in Série A disputando con il Coritiba l'incontro vinto 1-0 contro il Santos.